# Aragoa dugandii
Aragoa dugandii là một loài thực vật có hoa trong họ Mã đề. Loài này được Romero mô tả khoa học đầu tiên năm 1958.